# Arthur Norris
Arthur BJ. Norris est un joueur de tennis britannique, double médaillé de bronze aux Jeux olympiques d'été 1900.
Lors des Jeux de 1900 à Paris, Norris participe au simple et au double. Dans la première compétition, il atteint les demi-finales, remportant la médaille de bronze. Dans la seconde, avec Harold Mahony, il remporte de nouveau la médaille de bronze.
Après les Jeux, Norris participe à quatre reprises au Tournoi de Wimbledon - 1901, 1902, 1903 et 1904, atteignant trois fois le deuxième tour.